# Uni-President 7-Eleven Lions

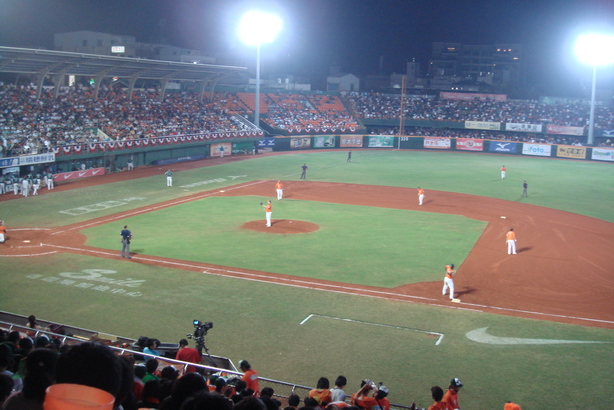
Estadio Municipal de Béisbol de Tainan, sede de los Leones Uni-President

Los Leones Uni-President (en chino tradicional 統一獅) son un equipo de béisbol profesional taiwanés fundado en 1989 y con base en Tainan, el club forma parte de la Liga de Béisbol Profesional China y es uno de los equipos fundadores de esa liga. Su principal patrocinante es la Corporación Uni-President. Es el equipo con mayor número de títulos del béisbol de Taiwán con un total de seis.
El 17 de marzo de 1990 los Leones Uni-President y los Elefantes Brother jugaron el primer partido de la era profesional del béisbol taiwanés, estos dos equipos son los únicos que no han desaparecido desde el inicio de la liga.

## Títulos obtenidos
Locales
8 Títulos locales
1991·1995·1996·2000·2007.2008.2009.2011